# Josep Pla
Josep Pla i Casadevall (pron. catalana: [ʒuˈzɛp ˈpla i kə.zə.ðəˈβaʎ]; Palafrugell, 8 marzo 1897 – Llofriu, 23 aprile 1981) è stato uno scrittore e giornalista spagnolo, in lingua catalana e castigliana.
È nato a Palafrugell, nella provincia di Gerona, in Catalogna. La sua opera letteraria originale e vastissima, che copre in maniera ininterrotta sessanta anni e più di 30 000 pagine, è stata determinante nella modernizzazione della lingua catalana e nella diffusione dei costumi e delle tradizioni locali.
I suoi articoli d'opinione, le sue cronache giornalistiche e i suoi reportage sociali in molti paesi costituiscono anche una testimonianza unica della storia del ventesimo secolo. Questo, unito al fatto che, anche 25 anni dopo la sua morte, rimane l'autore più letto in lingua catalana, lo ha consacrato in maniera unanime come lo scrittore più importante della letteratura contemporanea catalana.
È morto a Llofriu, frazione di Palafrugell, il 23 aprile, data simbolica per la letteratura.

## Biografia
Figlio di una modesta famiglia di proprietari terrieri, nel 1913 si iscrive alla facoltà di Medicina dell'Università di Barcellona ma ben presto cambia idea e si trasferisce a Giurisprudenza. Nasce in questo periodo giovanile la sua ammirazione per Pío Baroja, un riferimento costante per la sua generazione e l'influenza di Alexandre Plana, amico d'infanzia e maestro, al quale attribuì la sua decisione di allontanarsi dal manierismo del Noucentisme e appoggiare decisamente “una letteratura per tutto il mondo” basata su “comprensibilità, chiarezza e semplicità”, idee che saranno caratteristiche costanti di tutta la sua carriera letteraria.
Nel 1919 si laurea in Legge e inizia a lavorare da professionista nel giornalismo, prima in Las Noticias e poco dopo nell'edizione serale de La Publicidad. Comincia il suo viaggio come corrispondente in diversi paesi (Parigi, Madrid, Portogallo, Italia, Berlino). Nel 1924, a causa di un articolo critico sulla politica militare nel protettorato spagnolo del Marocco, subisce un processo militare che gli impedisce di tornare in Spagna negli anni successivi. Continua a viaggiare (Parigi, Russia, Regno Unito) e nel 1925 pubblica il suo primo libro Coses vistes, una raccolta di descrizioni paesaggistiche, racconti, ritratti letterari e ricordi autobiografici, con il quale ottenne un grande successo di critica e di pubblico. Nel 1927 può rientrare in Spagna, lascia La Publicitat e inizia a collaborare con La Veu de la Catalunya.
Nel 1931, lo stesso giorno della proclamazione della Repubblica, viene inviato a Madrid come corrispondente parlamentare che lascia nel 1936 adducendo motivi di salute per poi fuggire a Marsiglia. Continua il suo esilio a Roma dove scrive gran parte della sua opera monumentale Historia de la Segunda República Española, pubblicata nel 1939 che si rifiuterà di ripubblicare e di inserire nelle sue Obras Completas. Nel 1939 rientra a Barcellona con le truppe franchiste e diventa vicedirettore di La Vanguardia. Dopo il fallimento di La Vanguardia, si ritira nell'Empordà. Nel settembre 1939 inizia a collaborare con il Destino: sono gli anni in cui viaggia per il suo paese natale dove scopre i paesaggi e la sua gente, le piccole città e, naturalmente, il mare.
Grazie alla sua collaborazione regolare con il Destino è di nuovo in giro per il mondo non come corrispondente ma come giornalista osservatore, cosa che gli permette di scrivere magnifici reportage: visita la Francia, Israele, Cuba, New York, il Medio Oriente, l'America del Sud, l'Unione Sovietica. A partire dalla seconda metà degli anni cinquanta inizia la preparazione della sua Obras Completas, un compito al quale si dedicherà anche nel decennio successivo e che rappresenta una tappa cruciale della sua carriera perché rappresenta una quasi completa riscrittura delle sue opere e la costruzione del programma stilistico di Pla. Nel 1980, il presidente della Generalitat Josep Tarradellas gli conferisce la Medalla d'Or de la Generalitat de Catalunya.
Muore nel 1981, a 84 anni, lasciando 38 volumi (circa 25 000 pagine) di Obra Completa già pubblicati e molti documenti inediti che sono stati progressivamente pubblicati dopo la sua morte.

## Opere

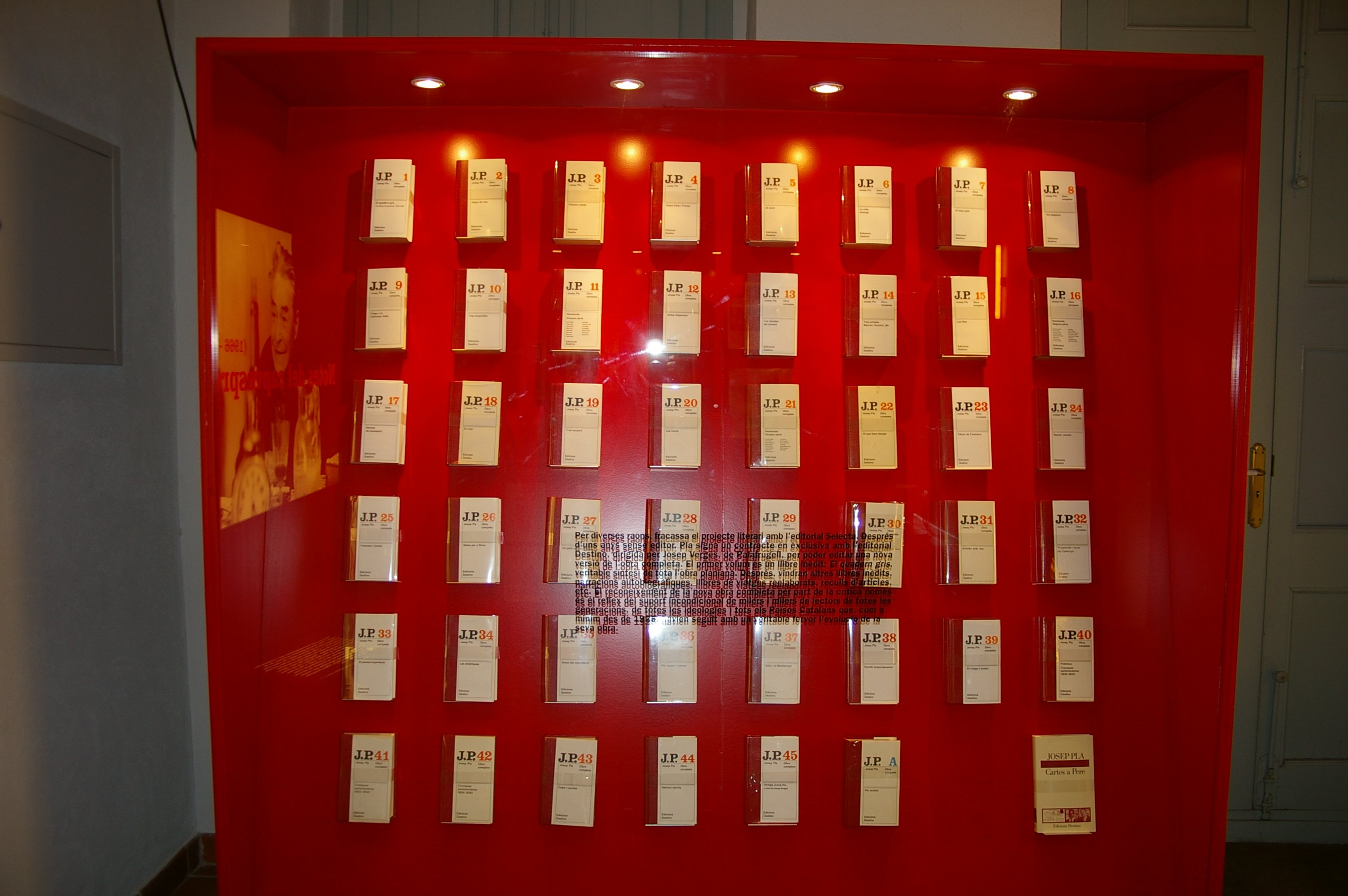
I 47 volumi dellObra Completa, esposti nella Fondazione Josep Pla a Palafrugell

Pla è vissuto dedicandosi interamente alla scrittura. La mole della sua opera omnia (47 volumi ed oltre 30 000 pagine) che raccoglie tutti i suoi diari, reportage, articoli saggi, biografie, romanzi e poesie, dà un'idea della sua notevole capacità di duro lavoro.

### Opere selezionate
- Narrativa: Coses vistes (1925), Llanterna magica (1926), El Carter estret (Premio Joanot Martorell, 1951).
- Diari: El quadern gris[2] non è un diario autentico ma un diario “letterario” scritto dopo; Notes del capvesprol (Premio Ciutat de Barcellona 1979).
- Studi antropologici e folcloristici: Els pagesos (1952), Les Hores (1953).
- Biografie: Vida de Manolo (1928), Santiago Rusiñol i el seu temps (1955), Homenots (1958-62).
- Viaggi: Viatage a la Catalunya Vella, Itàlia i el Mediterrani, Cartes de llunny (1947), Israel (1957).
- Reportage politici: Madrid. L'adveniment de la República (1933).

Durante i primi anni del regime franchista, a causa della quasi totale restrizione per le pubblicazioni in catalano, pubblicò alcune opere in castigliano. Nel 1947 riprese a pubblicare in catalano.

### Stile letterario
Le più importanti caratteristiche dello stile di Pla sono semplicità, ironia e chiarezza. Estremamente modesto e sensibile al ridicolo, ha odiato gli artifici e la vuota retorica. Durante la sua vita letteraria, egli rimase fedele al suo stile: ” la necessità di una scrittura chiara, precisa e sobria” ed alla mancanza di interesse nella narrativa letteraria, sviluppando uno stile apparentemente semplice, pragmatico e attaccato al reale. È stato un acuto osservatore della realtà e dei suoi piccoli dettagli ed ha testimoniato di fronte alla società del suo tempo. Le sue opere mostrano una visione soggettiva e colloquiale, “antiletteraria” che sottolinea tuttavia un enorme lavoro stilistico per chiamare le cose con il loro nome e “trovare l'aggettivo giusto”.